# 山下巌
山下 巌（やました いわお、1947年3月31日 - ）は、日本の実業家。元ラオックス社長。中国の家電チェーン蘇寧電器への傘下入りを決め、業績が悪化していたラオックスの再建を図ったことで知られる。

## 経歴・人物
熊本県生まれ。長崎市立梅香崎中学校、長崎県立長崎東高等学校を経て、長崎大学経済学部卒業。1969年に松下電器産業へ入社するがわずか一年で退社。1970年にナカウラへ入社し宣伝部長、営業部長を歴任。1988年に取締役、1997年に常務取締役営業本部長に就任。1998年にナカウラがラオックスの傘下に入ったことを受けて、2000年ラオックス入社。広報部長、執行役員広報ＩＲ室長を経て、2007年同社代表取締役社長に就任した。
当時、価格競争が激化する家電業界の中でラオックスの業績は悪化していた。経営難を受けて資金繰りに奔走し、2009年6月に中国の家電量販大手・蘇寧電器と業務提携を行なうことを発表、同年8月に社長を辞任。後任の社長には羅怡文が就いた。